# Meeresmuseum Galata
Das Meeresmuseum Galata (Galata – Museo del mare) ist das größte Museum dieser Ausrichtung im Mittelmeerraum. Es befindet sich auf dem Gelände des Porto Antico von Genua.
Es wurde 2004 im Rahmen der Feierlichkeiten zur Ernennung Genuas zur Europäischen Kulturhauptstadt 2004 eröffnet. Das Museum befindet sich im Palazzo Galata (benannt nach der antiken Kolonie Galata, Istanbul) im Stadtviertel Darsena, wo zu Zeiten der Stadtrepublik die Galeeren gebaut wurden.
Neben dem Nachbau einer genuesischen Galeere in Originalgröße bietet das Museum zahlreiche interaktive Ausstellungsräume, in denen das „Leben zur See“ veranschaulicht wird. Ein Großteil der Ausstellung ist dem Seehandel zu Zeiten der Seerepublik Genua gewidmet, daneben befinden sich jedoch auch Sektionen zum Thema Überseeschiffe mit nautischen Karten und eine Simulation eines Sturms am Kap Hoorn. Ausgestellt wird unter anderem auch das 2002 außer Dienst gestellte U-Boot Nazario Sauro (S 518).
Die seit 2011 geöffnete Sonderausstellung Memoria e Migrazioni widmet sich der italienischen Migration. Dabei wird sowohl das Los der ausgebeuteten Immigranten im Genua des 19. Jahrhunderts gezeigt als auch das der italienischen Auswanderer, die auf den überfüllten Decks der Auswandererschiffe nach Amerika und bis nach Argentinien reisten und dort eine italienische Diaspora begründeten. Auch die aktuelle Migration wird dargestellt. Die Sonderausstellung soll in das neue in der Commenda di Pré in Genua untergebrachte Museo nazionale dell’Emigrazione italiana integriert werden, dessen Eröffnung für 2020/21 geplant ist.
Im Museumsgebäude befinden sich außerdem auch Buchläden, ein Café mit Außenterrasse und Ausstellungsräume zu anderen Themengebieten. Durch seine unmittelbare Nähe zur Museumsmeile Genuas (Le Strade Nuove mit den Palazzi dei Rolli) und dem Porto Antico ist das Meeresmuseum Galata ein beliebtes Ausflugsziel in Genua.
Das Galata hat sich 2005 in der Mu.MA - Institution Museums of the Sea and Migration mit Commenda Museum-Theatre und Naval Museum of Pegli zusammengeschlossen, um die Themen Meer und Migration gemeinsam besser ab zu decken.

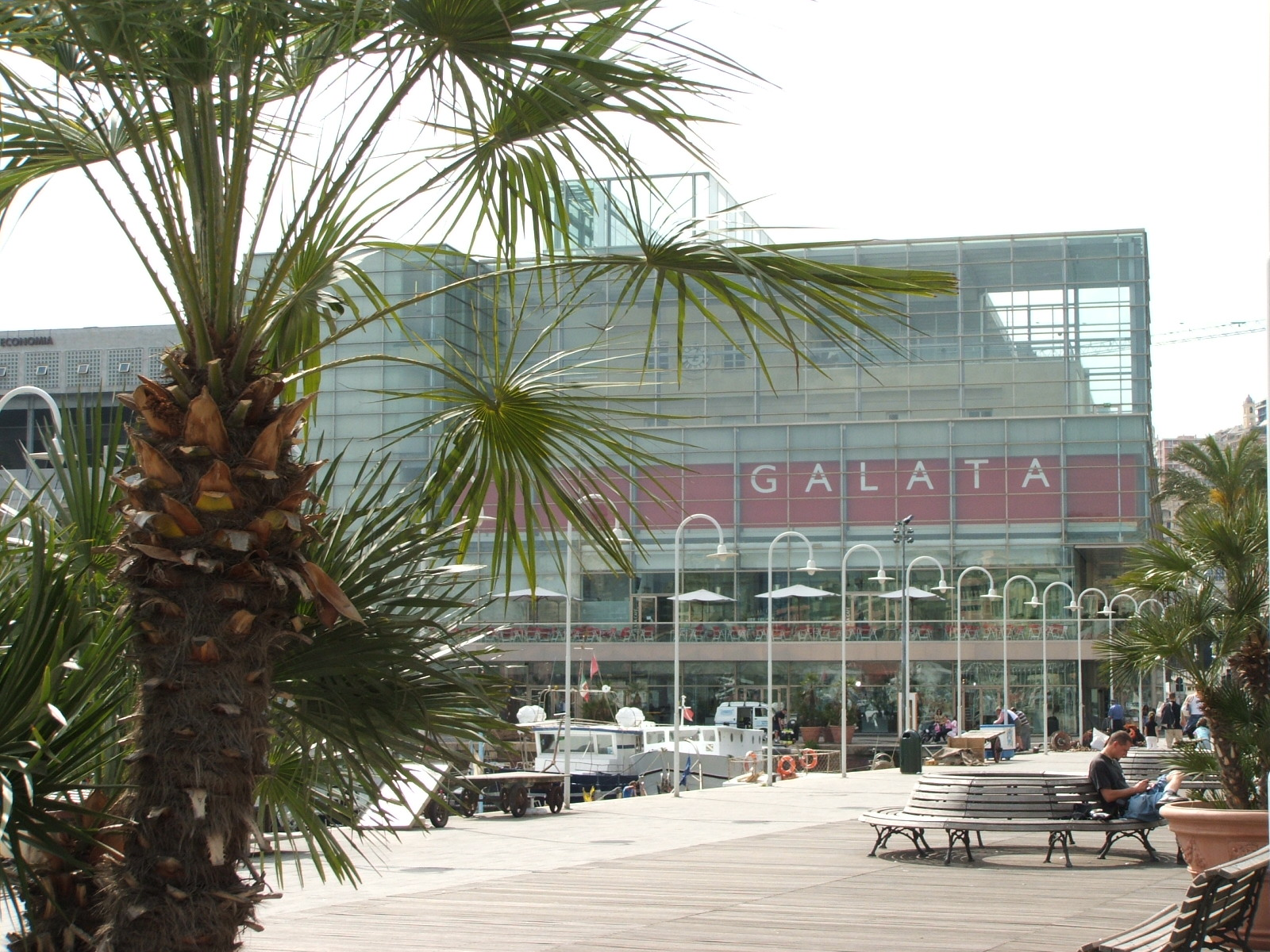
Ostfassade des Museums
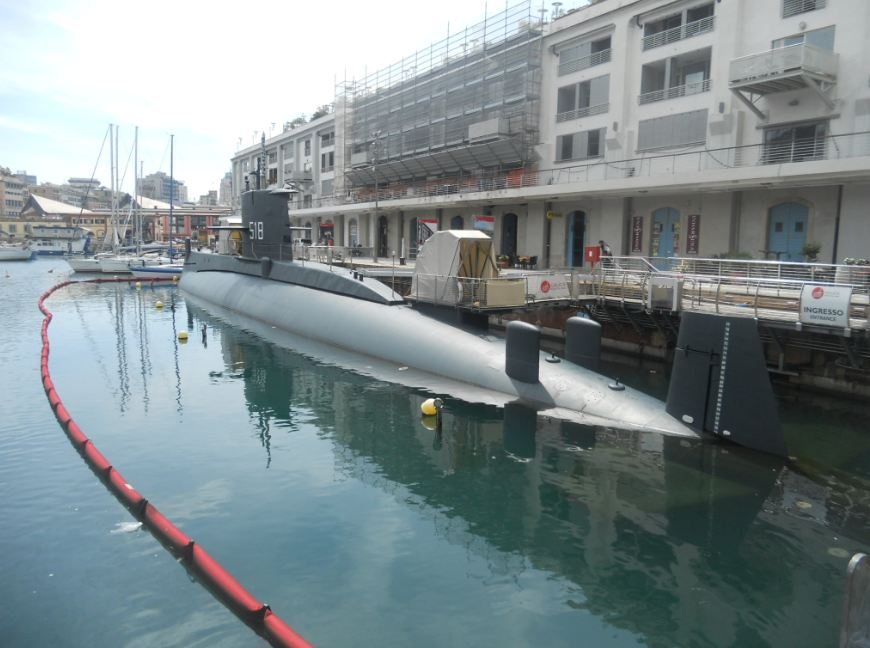
U-Boot Nazario Sauro
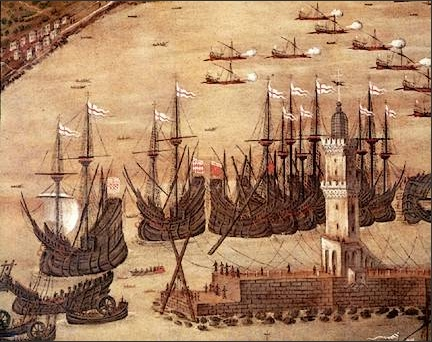
Genuesische Flotte im Hafen, Bild von 1481
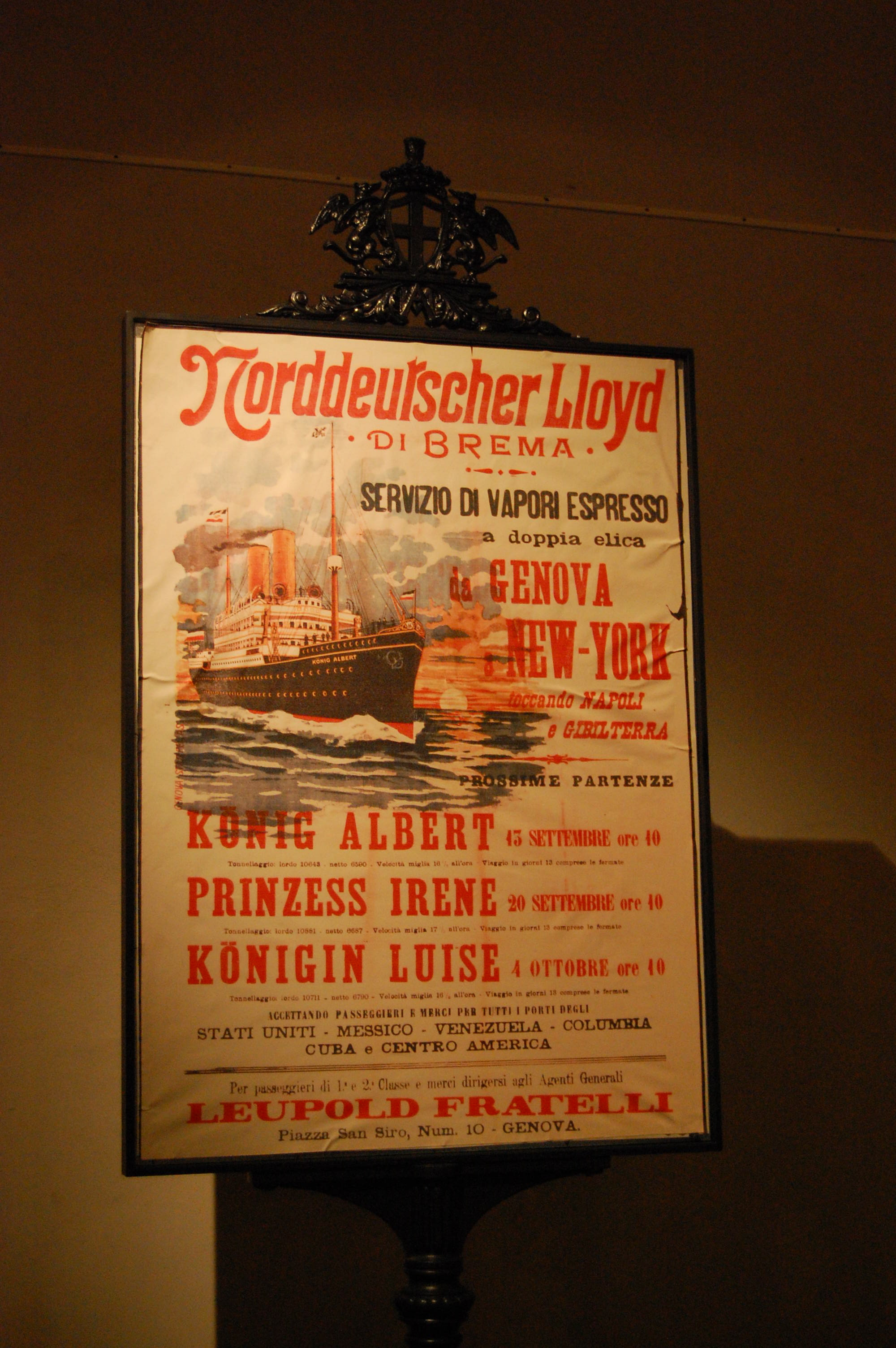
Transatlantikplakat des Norddeutschen Lloyd